# Ana Vrljić
Ana Vrljić (ur. 1 sierpnia 1984 w Zagrzebiu) – chorwacka tenisistka.
Jest tenisistką praworęczną z oburęcznym backhandem. Sklasyfikowana najwyżej na 180. miejscu w rankingu światowym, w sierpniu 2013 roku. Na swoim koncie ma cztery zwycięstwa singlowe oraz jedenaście zwycięstw deblowych w zawodach rangi ITF.
W lipcu 2010 roku Ana osiągnęła swój największy sukces w turnieju Collector Swedish Open 2010, który zaliczany jest do rangi WTA. Chorwatka przebrnęła przez eliminacje, w 1 rundzie spotkała się z Angelique Kerber, którą pokonała 5:7, 7:5, 3:0, w ostatnim secie Niemka skreczowała. W kolejnej rundzie spotkała się z Arantxą Rus, którą pokonała w trzech setach 7:5, 5:7, 6:4. W ćwierćfinale Ana spotkała się z Argentynką Giselą Dulko, przegrywając 0:5, Chorwatka skreczowała.

## Wygrane turnieje rangi ITF
| turnieje z pulą nagród 100 000 $ |
| turnieje z pulą nagród 75 000 $  |
| turnieje z pulą nagród 50 000 $  |
| turnieje z pulą nagród 25 000 $  |
| turnieje z pulą nagród 15 000 $  |
| turnieje z pulą nagród 10 000 $  |

### Gra pojedyncza
|    | Data       | Turniej | Kat. | ($)    | Naw.          | Finalistka               | Wynik            |
| 1. | 23/02/2003 | Buchen  | ITF  | 10 000 | dywanowa      | Sabrina Jolk             | 4:6, 6:4, 6:3    |
| 2. | 13/11/2011 | Zawada  | ITF  | 25 000 | dywanowa      | Paula Kania              | 6:3, 2:6, 7:6(4) |
| 3. | 11/08/2013 | Izmir   | ITF  | 25 000 | twarda        | Katarzyna Piter          | 6:1, 6:3         |
| 4. | 15/11/2014 | Mińsk   | ITF  | 25 000 | Twarda (hala) | Jekatierina Aleksandrowa | 3:6, 6:4, 7:6(7) |